# Cracked Actor (documentaire)
Cracked Actor est un documentaire diffusé sur BBC One le 26 janvier 1975, dans le cadre de la série Omnibus. Réalisé par Alan Yentob, il suit le musicien David Bowie dans sa tournée américaine de 1974.

## Résumé
Le documentaire est composé de séquences saisies sur le vif dans la limousine et les chambres d'hôtels de Bowie entre Los Angeles et Philadelphie. Le chanteur y aborde différents sujets, parmi lesquels sa vision des États-Unis et du monde d'Hollywood, la difficulté qu'il a eue à se débarrasser du personnage de Ziggy Stardust, son intérêt pour les vêtements japonais et son utilisation de la technique du cut-up pour certaines chansons de son dernier album, Diamond Dogs. Un passage montre également Bowie et ses choristes en train de répéter Right, une chanson de son album suivant, Young Americans.
Ces séquences sont entrecoupées d'extraits de concerts de la tournée de promotion de cet album. Il s'agit d'un des rares témoignages filmés de cette tournée au dispositif scénique particulièrement élaboré. Bowie interprète Time dans le creux d'une main géante incrustée de joyaux qui émerge d'un diamant géant, Cracked Actor comme une sérénade à un crâne humain qu'il embrasse langoureusement et Diamond Dogs dans une chorégraphie complexe avec ses choristes qui finissent par le ligoter dans leurs laisses. La chanson John, I'm Only Dancing (Again) sert de générique de fin.
Le documentaire capture Bowie durant une période difficile sur le plan personnel. Le chanteur, en proie à une addiction toujours croissante à la cocaïne, apparaît pâle et émacié, renifle fréquemment et s'inquiète des sirènes de police qu'il entend derrière sa voiture,.